# Campeonato Acreano 2017
In 2017 werd het 88ste Campeonato Acreano gespeeld voor voetclubs uit de Braziliaanse staat Acre. De competitie werd georganiseerd door de Federação de Futebol do Estado do Acre en werd gespeeld van 19 februari tot 13 mei. Atlético werd kampioen.

## Eerste toernooi
| Plaats | Club              | Wed. | W | G | V | Saldo | Ptn. |
| ------ | ----------------- | ---- | - | - | - | ----- | ---- |
| 1.     | Rio Branco        | 7    | 5 | 2 | 0 | 22:8  | 17   |
| 2.     | Atlético          | 7    | 5 | 0 | 2 | 19:7  | 15   |
| 3.     | Plácido de Castro | 7    | 4 | 1 | 2 | 17:14 | 13   |
| 4.     | Galvez            | 7    | 4 | 1 | 2 | 13:10 | 13   |
| 5.     | Humaitá           | 7    | 3 | 1 | 3 | 11:14 | 10   |
| 6.     | Vasco da Gama     | 7    | 3 | 0 | 4 | 11:12 | 9    |
| 7.     | Andirá            | 7    | 1 | 1 | 5 | 8:23  | 4    |
| 8.     | Alto Acre         | 7    | 0 | 0 | 7 | 6:19  | 0    |

|  | Geplaatst voor finale en Série D 2018          |
|  | Geplaatst voor tweede toernooi en Série D 2018 |
|  | Geplaatst voor tweede toernooi                 |
|  | Degradatie                                     |

## Tweede toernooi
| Plaats | Club              | Wed. | W | G | V | Saldo | Ptn. |
| ------ | ----------------- | ---- | - | - | - | ----- | ---- |
| 1.     | Atlético          | 5    | 5 | 0 | 0 | 12:0  | 15   |
| 2.     | Rio Branco        | 5    | 3 | 1 | 1 | 15:9  | 10   |
| 3.     | Plácido de Castro | 5    | 3 | 0 | 2 | 8:10  | 9    |
| 4.     | Galvez            | 5    | 2 | 1 | 2 | 16:9  | 7    |
| 5.     | Humaitá           | 5    | 1 | 0 | 4 | 6:16  | 3    |
| 6.     | Vasco da Gama     | 5    | 0 | 0 | 5 | 5:18  | 0    |

|  | Geplaatst voor finale |

## Finale
|            |               |       |          |                               |
| 6 mei Heen | Rio Branco    | 1 – 0 | Atlético | Arena da Floresta, Rio Branco |
| 6 mei Heen | Romário 90+2' |       |          | Arena da Floresta, Rio Branco |

| Rio Branco | Atlético |

|              |                                    |       |                  |                               |
| 13 mei Terug | Atlético                           | 3 – 1 | Rio Branco       | Arena da Floresta, Rio Branco |
| 13 mei Terug | Aílton 56' Eduardo 81' Alfredo 84' |       | 38' Gustavo Xuxa | Arena da Floresta, Rio Branco |

| Atlético | Rio Branco |

### Kampioen
| Campeonato Acreano de 2017   |
| Acre                         |
| ---------------------------- |
| ATLÉTICO Kampioen (8° titel) |